# Fé bahá'í e igualdade dos géneros
Um dos princípios sociais a que Bahá'u'lláh (o fundador da Fé Bahá'í) enfatizou como um meio de suma importância para o progresso material e espiritual da humanidade é a igualdade de direitos e oportunidades para homens e mulheres.

## Ensinamentos

### O princípio da igualdade dos gêneros
De acordo com os ensinamentos bahá'ís, proclamar a igualdade não é negar que existem diferenças, como as físicas, as das aspirações ou qualquer outra, mas reconhecer seus papéis complementares na sociedade.
'Abdul'-Bahá, em uma reunião da Women´s Freedom League (Liga para a Liberdade das Mulheres)-Londres, 1913:
| “ | A humanidade assemelha-se a uma ave com suas duas asas - uma é o homem, a outra a mulher. A ave, a menos que ambas as asas sejam fortes e impelidas por uma força comum, não pode voar rumo ao céu. De acordo com o espírito desta época, as mulheres devem progredir e cumprir sua missão em todos os setores da vida, tornando-se de igual para igual ao homem. Devem usufruir dos mesmos direitos e cumprir com todas as obrigações. Devem estar no mesmo nível que os homens e usufruir de direitos iguais. Esta é minha mais ardente prece, e é um dos princípios fundamentais de Bahá'u'lláh. | ” |

### O papel da mulher no avanço da humanidade
Os escritos Bahá'ís aludem que a desigualdade não retarda somente o avanço da mulher, mas o progresso da própria civilização. Afirmam ainda enfaticamente que a base das próprias guerras serão abolidas quando "todo gênero humano tiver recebido a mesma oportunidade de educação e a igualdade entre mulheres e homens for estabelecida."
Os ensinamentos de Bahá'u'lláh reforçam a questão sobre a importância da mulher, tanto no papel de mãe, quanto nos mais diversos setores da sociedade, incluindo os campos da ciência e da política. Assume de forma audaciosa a questão de que as mulheres não fomentam guerras e são promulgadoras da paz:
| “ | Assim chegará o momento em as mulheres participarão igual e totalmente nas questões do mundo. Quando elas entrarem confiante e eficazmente na grande arena de leis e políticas, as guerras cessarão; porque a mulher será um obstáculo e um impedimento para a guerra". | ” |

Essa igualdade, no princípios da Fé Bahá'í, deve ainda rearranjar aspectos fundamentais da sociedade, como as leis, a economia e a política. As características do passado relacionado à manutenção de domínios e competitividade, regidos pela força física e opressão psicológica, deverá por obrigação moral, ser suplantado pela cooperação e consulta, exigindo uma transformação "no coração humano".
| “ | O mundo, no passado, foi regido pela força, e o homem dominou a mulher por ser mais impetuoso e agressivo de mente e corpo. Mas o equilíbrio já está mudando; a força está perdendo seu domínio, a agilidade mental, a intuição e as qualidades espirituais de amor e serviço, nas quais as mulheres são fortes, estão ganhando ascendência. Conseqüentemente a nova era será menos masculina e mais permeada com os ideais femininos… uma era em que elementos masculinos e femininos da civilização serão mais equilibrados. | ” |

### Educação
A educação, nos ensinamentos bahá'ís, também deve ser considerado pela humanidade como de grande importância para o desenvolvimento real do indivíduo enquanto ser humano e coletivamente quando da sociedade. A educação deve ser propriamente eficaz para meninos e meninas, o treinamento correto das crianças faze-as desenvolverem-se no caminho da retidão, enquanto que o errado leva-as aos transtornos do erro. Considera-se ainda que as meninas devem ser guiadas mais enérgicamente, visto que no devido tempo poderão ocasionalmente ter filhos e serão assim as primeiras educadores de suas crianças.

## Figuras femininas que se destacaram na história bahá'í
A história da Fé Bahá'í considera inúmeras mulheres como, de fato, heroínas em seu tempo. Entre elas encontram-se Táhirih,Bahíyyih Khánum, Martha Root, Lidia Zamenhof, entre outras.

### Táhirih
Acredita-se que Táhirih tenha sido uma das primeiras, ou a primeira mulher a proclamar a igualdade de direitos entre homens e mulheres no mundo. Chamou a atenção principalmente pelo fato dela ter aparecido em público sem o véu - na Pérsia isso era, e ainda é inaceitável - isso ocorreu quando foi declarado a natureza independente da Fé Babí em relação ao Islã.
'Abdu'l-Bahá diz:
"Entre as mulheres de nosso tempo encontra-se Qurratu'l-'Ayn (Táhirih) filha de um sacerdote maometano. No tempo do aparecimento do Báb, ela mostrou tão tremenda coragem e poder que todos os que a ouviam ficavam pasmos. Abondonou o uso do véu, a despeito do costume imemorial das mulheres da Pérsia, e embora fosse considerado indecoroso uma mulher se dirigir a um homem, essa heroína sustentava controvérsias com os mais eruditos, e vencia-os em cada debate. O governo da Pérsia fê-la prisioneira; ela foi apedrejada nas ruas, anatematizada, exilada de cidade a cidade sob ameaça de morte, porém, jamais vacilou em sua determinação de trabalhar pela liberdade de suas irmãs. Suportou perseguição e sofrimento com o maior heroísmo; mesmo na prisão conseguiu adeptos. A um ministro da Pérsia, em cuja casa estava aprisionada, disse: "Podeis matar-me tão cedo quando quiserdes, mas não impedir a emancipação da mulher.(1852)" Finalmente chegou a termo sua vida trágica; conduziram-na a um jardim onde a estrangularam.. Deu sua vida com tal magnanimidade e coragem que surpreendeu e emocionou a todos que a viram. Era de fato uma grande heroína. (..)

### Bahíyyih Khánum
Bahíyyih Khánum, filha de Bahá'u'lláh. Depois da morte de `Abdu'l-Bahá, Shoghi Effendi, foi responsável por continuar o trabalho relativo ao Convênio da Fé Bahá'í, mas durante certo tempo passou por um período de meditação devido ao passamento de seu avô. Durante esse tempo, Bahíyyih Khánum assumiu o papel de líder ativo da Fé Bahá'í, uma posição rara para uma mulher daquela época.

## O poder da igualdade
'Abdul'-Bahá diz:
"Dentro em breve elas receberão seus direitos. Os homens olharão com toda seriedade para as mulheres, portando-se com dignidade, aprimorando a vida civil e política, opondo-se à guerra, reclamando o direito de sufrágio e oportunidades iguais. É minha expectativa ver-vos progredir em todas as fases da vida; então sereis coroadas com o diadema da glória eterna."